# Ten Desires
Touhou Shinreibyou ~ Ten Desires. (東方神霊廟 ～ Ten Desires.?  lit. "Templo oriental de los espíritus divinos") es el decimotercer juego principal de la saga danmaku dōjin Touhou Project  creada por Team Shanghai Alice. 

## Jugabilidad

Reimu luchando contra Yuyuko, la jefa de la Etapa 1. Varios espíritus divinos están en pantalla.

Ten Desires conserva la misma mecánica de juego central que el resto de los juegos de Touhou, en la que el jugador atravesará seis etapas cada vez más difíciles, en las que tendrá que derrotar enemigos, esquivar sus proyectiles y luchar contra jefes, a mitad de camino y al final de cada etapa.
En Ten Desires se introduce la mecánica de  'espíritus divinos'. Cuando los enemigos mueren, dejarán caer espíritus en la zona de la pantalla donde fueron derrotados. No se recolectan automáticamente, incluso si el jugador está por encima del Punto de recolección, y cada uno debe recolectarse manualmente, excepto durante las batallas contra jefes, en las que el jugador recolectará automáticamente todos los espíritus divinos una vez que complete una carta de hechizo (o spell card). Recolectar espíritus grises le darán puntos extra al jugador, los espíritus verdes le darán cartas de hechizo adicionales y los espíritus morados le darán vidas extra. De forma similar al sistema de Undefined Fantastic Object, el jugador puede llenar un indicador de 'Trance' recogiendo espíritus azules y grises. Cuando el indicador esté lleno, el jugador puede activar el modo trance, que dura diez segundos, y le dará mayor potencia de disparo, inmunidad al daño y mayores puntos por recolectar espíritus. Si el jugador es golpeado en este juego, a diferencia de juegos anteriores, el modo trance se activará automáticamente y el tiempo dependerá de cuánto esté lleno el indicador de trance, después de lo cual perderá una vida.

## Trama
Grandes cantidades de espíritus comienzan a aparecer por todo Gensokyo, y la protagonista (el personaje del jugador) sale e investigar.
La protagonista ingresa al Inframundo, donde suelen ir los espíritus. Mientras investiga, la heroína se encuentra con Yuyuko Saigyouji. Yuyuko, que desconoce la situación, les indica ir al templo Myouren, donde encuentran a Kyouko Kasodani, una youkai encargada de limpiar el templo. Luego, se encuentran con Kogasa Tatara, quien le pide al personaje del jugador que derrote a una chica que vigila el lugar. En cambio, el personaje del jugador ataca a Kogasa y continúa. Finalmente, conocen a Yoshika Miyako, una Jiangshi que protege el mausoleo. Yoshika es derrotada y la protagonista avanza hacia el mausoleo.
En su interior, hay muchos más espíritus divinos. La protagonista trata de continuar, pero se encuentra con Seiga Kaku, quien resucitó a Yoshika y la usó como guardia del mausoleo. Tras ser derrotada, Seiga menciona que el templo fue construido para prevenir la resurrección de alguien. En la mitad de la quinta etapa, la protagonista encuentra a Soga no Tojiko, la cual es derrotada rápidamente. Al final de la quinta etapa, la protagonista se encuentra con Mononobe no Futo. Tras ser derrotada, Futo se da cuenta de que el "Príncipe de la Corona" está resucitando y se va para ver lo que está pasando. La protagonista entra al mausoleo y ve un montón de espíritus divinos y encuentra a Toyosatomimi no Miko, una santa que acababa de resucitar. Los espíritus se reunieron ahí para ver la resurrección de una santa, ésta siendo Miko, a la cual el jugador derrota. 
Luego, en la etapa extra, la protagonista investiga alrededor del templo Myouren y se encuentran a Nue Houjuu, quien está molesta porque Miko ha resucitado. Nue entonces ataca a la protagonista, pero es derrotada. al final del nivel, el jugador se encontrará con Mamizou Futatsuiwa, que mencionará que Nue la llamó para pedirle ayuda.

## Personajes

### Personajes jugables
- Reimu Hakurei (博霊霊夢?)

Miko del Santuario Hakurei.. Investiga a los espíritus divinos para evitar que ocurra un incidente, ya que es su trabajo.
- Marisa Kirisame (霧雨魔理沙?)

Maga humana. Investiga los espíritus divinos debido a su curiosidad personal.
- Sanae Kochiya (東風谷早苗?)

Miko del Santuario Moriya. recolecta los espíritus porque cree que ayudarán a aumentar la fé en su santuario. 
- Youmu Konpaku (魂魄妖夢?)

Una chica mitad humano y mitad fantasma, jardinera y guardaespaldas de Yuyuko Saigyouji. Investige a los espíritus para tratar de prevenir un posible incidente.

### Jefes
- Yuyuko Saigyouji (西行寺 幽々子?)

Jefa de la etapa 1. La princesa fantasmal del Inframundo. Como ella es un fantasma y es la culpable del incidente de la nieve primaveral en Perfect Cherry Blossom , el personaje del jugador asume que ella es la responsable. En realidad, ella no tiene nada que ver con eso y los dirige a la fuente de los espíritus, el Templo Myouren.
- Kyouko Kasodani (幽谷 響子?)

Jefe de la etapa 2. Kyouko Kasodani es una Yamabiko que, después de descubrir que la gente dejaba de creer en los de su especie, comenzó a recitar sutras budistas para poder seguir hablando desde las montañas cuando parecía que no había nadie presente.
- Kogasa Tatara (多々良 小傘?)

Jefe medio de la etapa 3. Una Kasa-obake a la que le gusta deambular por los cementerios y asustar a la gente. Se dio cuenta de que había una yōkai en el cementerio en el que normalmente residía y la atacó para intentar que se fuera, pero no tuvo éxito. Ella se acerca al personaje del jugador para pedirle que derrote al yōkai que encontró.
- Yoshika Miyako (宮古 芳香?)

Jefe de las etapas 3 y 4, junto con Seiga Kaku. Yoshika es una jiangshi que fue revivida por Seiga y guarda la entrada al Mausoleo del Espíritu Divino. Debido a que es un tipo de zombi,  no siente dolor, pero no puede doblar las articulaciones ni caminar correctamente.
- Seiga Kaku (霍 青娥?)

Jefe de la etapa 4, junto a Yoshika Miyako. Seiga Kaku es una ermitaña cuyo padre también era ermitaño y se dedicó al Tao, y Seiga desarrolló un interés en el Tao en respuesta, en particular He Xiangu, y se convirtió en una defensora del taoísmo, sugiriendo a Toyosatomimi que el taoísmo podría usarse para alcanzar una fuerza sobrehumana e inmortalidad. Seiga protege el Mausoleo del Espíritu Divino de los invasores y puede usar sus poderes para atravesar paredes. Es muy estricta con su empleada, Yoshika.
- Soga no Tojiko (蘇我 屠自古?)

Subjefe de la etapa 5 y una de las sirvientes de Toyosatomimi no Miko. Soga no Tojiko es un fantasma que vino del poderoso clan Soga. Sirvió a Miko junto a Futo, pero se le negó la resurrección como humana debido a sus conexiones previas con Futo, y en cambio se convirtió en un espíritu vengativo que protege el Mausoleo. Tiene la capacidad de controlar truenos y relámpagos. Anteriormente no le gustaba Futo, pero llegó a un acuerdo y ambas comparten el odio al budismo.
- Mononobe no Futo (物部 布都?)

Jefe de la etapa 5 y una de las sirvientes de Toyosatomimi no Miko. Mononobe no Futo es una shikaisen, previamente humana, que vino del clan Mononobe, sirviendo a Toyosatomimi junto a Soga no Tojiko. Tiene el poder de controlar el feng shui y convocar un barco durante algunas de sus cartas de hechizo.
- Toyosatomimi no Miko (豊聡耳 神子?)

Jefe de la etapa 6. Una santa que vive dentro del Mausoleo del Salón de los Sueños. Su inteligencia fue reconocida desde pequeña, pues era capaz de escuchar a diez personas hablando al mismo tiempo, escuchando sus deseos. Después de los acontecimientos de Ten Desires, ella y sus seguidores se mudaron a un mundo llamado Senkai (仙界, el reino de los ermitaños), que se dice que es adecuado para ermitaños. Está basada en el Príncipe Shotoku .
- Nue Houjuu (封獣 ぬえ?)

Subjefe de la etapa extra. Después de ser derrotada en Undefined Fantastic Object, se refugió en el Templo Myouren. Después de enterarse de la resurrección de Byakuren, pensó que Miko sería una amenaza para Byakuren y llamó a su amiga Mamizou para que la ayudara.
- Mamizou Futatsuiwa (二ツ岩 マミゾウ?)

Jefe de la etapa extra. Una yōkai tanuki que reside en el Templo Myouren. Por lo general, le gusta hacer trucos a la gente y tiene la capacidad de cambiar de apariencia, lo que la hace similar a Nue.

## Desarrollo
El lanzamiento inicial de la demo se retrasó debido al terremoto de Tōhoku de 2011. La demo se lanzó para su descarga gratuita el 16 de abril de 2011 y la copia física se lanzó el 8 de mayo de 2011 en Reitaisai 8, y todas las ganancias se destinaron a organizaciones benéficas para la ayuda para catástrofes.  La versión completa del juego se lanzó en el 80º Comiket el 13 de agosto de 2011.  El juego se lanzó en Steam el 18 de junio de 2019. 

## Recepción
En Steam, el 97% de los jugadores valoraron positivamente el juego. 